# Grüne Jugend
Zelená mládež (něm. Grüne Jugend – GJ) je německá mládežnická organizace podporující zelenou politiku. Je propojená s německými zelenými, stranou Bündnis 90/Die Grünen. Členem mohou být osoby mladší 28 let.

## Historie
GJ byly založeny 16. ledna 1994 jako nezávislé sdružení s názvem Grün-alternatives Jugendbündnis (zkráceně: GAJB). Před tímto datem existovaly samostatné organizace v několika spolkových zemích. Mladí zelení z Hesenska nebo Bádenska-Württemberska založili své organizace už v roce 1991. Později došlo k vzniku volné sítě mladých členů a sympatizantů strany Die Grünen (Bundesjugendkontaktstelle, zkráceně BUJUKS). Od roku 2001 jsou GJ součástí Die Grünen.

## Ideologie
Zelená mládež má obdobné cíle jako mateřská strana, v některých oblastech jsou jejich požadavky radikálnější. Členové podporují legalizaci lehkých drog a používání open source software. Celkově je toto sdružení levicovější než němečtí zelení, ve fungování organizace uplatnují prvky participativní demokracie.

## Organizace
Organizace má okolo 6000 členů. Nejvyšším orgánem je spolkový kongres, kterého se mohou aktivně účastnit a hlasovat všichni členové. Toto shromáždění volí předsednictvo a dvojici mluvčích, přičemž je dodržováno pravidlo rovného zastoupení mužů a žen.
GJ je členem Federace mladých evropských zelených.